# Distrikt Coimbra
Der Distrikt Coimbra (Distrito de Coimbra) ist ein Distrikt Portugals, der zum größten Teil aus Kreisen der traditionellen Provinz Beira Litoral, mit Ausnahme von einzelnen Kreisen im Osten, die aus den Provinzen Beira Alta und Beira Baixa stammen, besteht. Im Norden grenzt der Distrikt an die Distrikte Aveiro und Viseu, im Osten an die Distrikte Guarda und Castelo Branco, im Süden an den Distrikt Leiria und im Westen an den Atlantik. Fläche: 3947 km². Bevölkerung (2001): 441.245. Hauptstadt des Distrikts: Coimbra. Kfz-Kennzeichen für Anhänger: C.
Der Distrikt Coimbra unterteilt sich in die folgenden 17 Kreise (Municípios):
| Kreis                | Anzahl Gemeinden | Einwohner (2021) | Fläche km² | Dichte Einw./km² | LAU- Code | Region        | Unterregion       |
| -------------------- | ---------------- | ---------------- | ---------- | ---------------- | --------- | ------------- | ----------------- |
| Arganil              | 14               | 11.065           | 332,85     | 33               | 0601      | Região Centro | Região de Coimbra |
| Cantanhede           | 14               | 34.212           | 390,88     | 88               | 0602      | Região Centro | Região de Coimbra |
| Coimbra              | 18               | 140.816          | 319,39     | 441              | 0603      | Região Centro | Região de Coimbra |
| Condeixa-a-Nova      | 7                | 16.732           | 138,67     | 121              | 0604      | Região Centro | Região de Coimbra |
| Figueira da Foz      | 14               | 58.951           | 379,04     | 156              | 0605      | Região Centro | Região de Coimbra |
| Góis                 | 4                | 3.811            | 263,30     | 14               | 0606      | Região Centro | Região de Coimbra |
| Lousã                | 4                | 17.006           | 138,40     | 123              | 0607      | Região Centro | Região de Coimbra |
| Mira                 | 4                | 12.113           | 124,03     | 98               | 0608      | Região Centro | Região de Coimbra |
| Miranda do Corvo     | 4                | 12.002           | 126,38     | 95               | 0609      | Região Centro | Região de Coimbra |
| Montemor-o-Velho     | 11               | 24.571           | 228,97     | 107              | 0610      | Região Centro | Região de Coimbra |
| Oliveira do Hospital | 16               | 19.413           | 234,52     | 83               | 0611      | Região Centro | Região de Coimbra |
| Pampilhosa da Serra  | 8                | 4.082            | 396,48     | 10               | 0612      | Região Centro | Região de Coimbra |
| Penacova             | 8                | 13.113           | 216,75     | 60               | 0613      | Região Centro | Região de Coimbra |
| Penela               | 4                | 5.440            | 134,79     | 40               | 0614      | Região Centro | Região de Coimbra |
| Soure                | 10               | 17.261           | 265,05     | 65               | 0615      | Região Centro | Região de Coimbra |
| Tábua                | 11               | 11.160           | 199,78     | 56               | 0616      | Região Centro | Região de Coimbra |
| Vila Nova de Poiares | 4                | 6.803            | 84,45      | 81               | 0617      | Região Centro | Região de Coimbra |
| Distrikt Coimbra     | 155              | 408.551          | 3.973,73   | 103              | 06        | –             | –                 |